# Chthoniidae
Chthoniidae es una familia de arácnidos perteneciente al orden Pseudoscorpionida en la superfamilia Chthonioidea.  La familia contiene más de 600 especies en unos 30 géneros. Se conocen tres especies fósiles en el ámbar del mar Báltico y en la República Dominicana.

## Géneros
Géneros de la familia Chthoniidae:
- Afrochthonius Beier, 1930 — África, Sri Lanka
- Allochthonius J. C. Chamberlin, 1929 — Japón, Corea
- Aphrastochthonius J. C. Chamberlin, 1962 — México, sur de EE. UU., Guatemala, Cuba
- Apochthonius J. C. Chamberlin, 1929 — Norteamérica
- Austrochthonius J. C. Chamberlin, 1929 — Sudamérica, Australia, Nueva Zelanda
- Caribchthonius Muchmore, 1976 — Caribe
- Centrochthonius Beier, 1931 — Rusia, China, Tíbet, India, Nepal
- Chiliochthonius Vitali-di Castri, 1975 — Chile
- Chthonius C. L. Koch, 1843 — de Europa a Irán, Norte de África, Islas Baleares, EE. UU.
- Congochthonius Beier, 1959 — Zaire
- Drepanochthonius Beier, 1964 — Chile
- Francochthonius Vitali-di Castri, 1975 — Chile
- Kleptochthonius J. C. Chamberlin, 1949 — EE. UU.
- Lagynochthonius Beier, 1951 — Australasia, África
- Malcolmochthonius Benedict, 1978 — EE. UU.
- Maorichthonius J. C. Chamberlin, 1925 — Nueva Zelanda
- Mexichthonius Muchmore, 1975 — México, Texas
- Mundochthonius J. C. Chamberlin, 1929 — Eurasia, República Dominicana, Norteamérica
- Neochthonius J. C. Chamberlin, 1929 — California, Rumania (?)
- Paraliochthonius Beier, 1956 — Europa, África, Florida,
- Pseudochthonius Balzan, 1892 — Sudamérica, Centroamérica, África
- Pseudotyrannochthonius Beier, 1930 — Australia, Japón, Corea, EE. UU., Chile
- Sathrochthoniella Beier, 1967 — Nueva Zelanda
- Sathrochthonius J. C. Chamberlin, 1962 — de Australia a Nueva Caledonia, Sudamérica
- Selachochthonius J. C. Chamberlin, 1929 — sur de África
- Spelyngochthonius Beier, 1955 — Cerdeña, España, Francia
- Stygiochthonius Carabajal Marquez, Garcia Carrillo & Rodriguez Fernandez, 2001 — España
- Troglochthonius Beier, 1939 — Italia, Yugoslavia
- Tyrannochthoniella Beier, 1966 — Nueva Zelanda
- Tyrannochthonius J. C. Chamberlin, 1929 — de Brasil hasta el sur de EE. UU., Australasia, África, Hawái
- Vulcanochthonius Muchmore, 2000 — Hawái